# Руис, Энди
Андрес «Энди» Понсе Руис-младший (англ. Andres Ponce Ruiz Jr; род. 11 сентября 1989, Импириал, округ Импириал, Калифорния, США) — американский боксёр-профессионал, мексиканского происхождения, выступающий в тяжёлой весовой категории.
Среди профессионалов действующий обязательный претендент на титул регулярного чемпиона мира по версии WBA. Бывший объединённый чемпион мира по версиям WBA (Super), WBO, IBF и IBO (2019). Чемпион Северной Америки по версии NABF (2013—2016) в тяжёлом весе.
Первый в истории мексиканец и второй латиноамериканец (после однофамильца Джона Руиса), сумевший завоевать титул чемпиона мира в тяжёлом весе.

## Любительская карьера
- На любительском ринге провёл 110 поединков, 105 побед, 5 поражений.
- 2008 Национальный чемпионат Мексики, 201+ фунтов — Золотая медаль
- 2007 Национальный чемпионат Мексики, 201+ фунтов — Золотая медаль
- 2005 Национальный юношеский чемпионат Мексики, 201+ фунтов — Золотая медаль

## Профессиональная карьера
На профессиональном ринге Руис дебютировал в 19 лет, с весом в 135 кг, и нокаутировал в первом раунде соотечественника Мигеля Рамиреса с весом в 154 кг. Позже Руис постепенно сбрасывал вес.
В декабре 2012 года Руис нокаутировал в третьем раунде Элайджа Маккола (сына Оливера Маккола).
В июне 2013 года Руис нокаутировал в первом раунде американца, Карла Дэвиса.
27 июля 2013 года Руис вышел на бой с первым серьёзным противником, непобеждённым американским проспектом, Джо Хэнксом. Поединок проходил в Макао. Руис завладел преимуществом с первого раунда и в четвёртом раунде нокаутировал американца, дважды отправив его на канвас. С этой победой Энди завоевал титул интерконтинентального чемпиона мира по версии WBO.
24 ноября 2013 года Энди Руис-младший победил 30-летнего американца Тора Хеймера. В третьем раунде Хеймер пропустил много тяжёлых ударов, и в перерыве перед четвёртым раундом отказался от продолжения боя. Год назад Хеймер точно так же отказался от продолжения боя в поединке с Вячеславом Глазковым. Энди Руис выразил разочарование, что поединок закончился так быстро.
17 мая 2014 года Руис вышел на бой с крепким джорнимэном[кем?] Мануэлем Кесадой, который на момент схватки имел 4 поражения в 4 последних боях, однако всего одно досрочно. Уже в первом раунде Руиз отправил своего оппонента в нокдаун, а во втором после ещё одного нокдауна и последующего избиения Кесады рефери остановил бой, зафиксировав победу Энди Руиза техническим нокаутом .
25 октября 2014 года Руис нокаутировал в первом раунде слабого джорнимена Кенни Лемоса.

### Бой с Сергеем Ляховичем
20 декабря 2014 года Руис встретился с экс-чемпионом мира, 38-летним Сергеем Ляховичем. Руис агрессивно начал бой и первых двух раундах Ляхович находился на грани поражения, но впоследствии ветерану удалось выравнять ход поединка. По итогам десяти раундов Руис, который продолжал выступать, хоть и не очень эффективно, в роли агрессора, выиграл единогласным решением судей, счёт составил 98—92, 96—94, 99—91, при этом счёт 96—94 наиболее точно отображает происходившее на ринге. Сам Энди Руис объяснил своё блеклое выступление травмой правой руки, которую получил во втором раунде.

### Бой с Франклином Лоуренсом
10 сентября 2016 года в Леморе (США) состоялся бой с 40-летним американцем Франклином Лоуренсом за титул  WBC-NABF в тяжёлом весе. Руис одержал победу в пятой защите своего титула WBC-NABF. Судьи оценили бой со счётом:100—90, 99—91 и 99—91.

### Чемпионский бой с Джозефом Паркером
Титул чемпиона мира по версии WBO в октябре 2016 года стал вакантным, после того как британец Тайсон Фьюри, завоевавший его в бою с многолетним чемпионом Владимиром Кличко, добровольно отказался от своих чемпионских титулов из-за невозможности их защищать по причине психологических проблем и проблем с наркотиками. И Всемирная боксёрская организация (WBO) приняла решение, что 24-летний новозеландец Джозеф Паркер и 27-летний мексиканец Энди Руис-младший должны провести бой за титул чемпиона мира по версии WBO в супертяжёлом весе. Промоутеры боксёров начали вести переговоры заранее, как только в допинг-пробе Тайсона Фьюри были найдены следы кокаина, и достаточно быстро договорились о том, что бой должен состояться 10 декабря 2016 года в Новой Зеландии — на родине официального претендента на чемпионский титул Джозефа Паркера.
Поединок выдался не самым зрелищным: обычно атакующий Паркер в этот раз решил поработать от соперника, а Руис, даже создавая ситуации, делал это недостаточно часто и активно, чтобы уверенно класть раунды себе в копилку. За весь поединок боксёры не нанесли и десятка точных силовых ударов. В поздних раундах мексиканец стал пропускать чаще, однако заработал немного активнее, что положительно отразилось на его очковом заделе. В итоге Паркер победил решением большинства судей — 114-114 и дважды 115-113.
После этого боя Руис более года не выходил на ринг.

### Бой с Девином Варгасом
10 марта 2018 года в Карсоне (Калифорния) после 15 месячного перерыва вернулся на профессиональный ринг и уже в стартовой трёхминутке нокаутировал бывшего олимпийца Дэвина Варгаса.

### Бой с Кевином Джонсоном
7 июля 2018 года во Фресно (Калифорния) победил джорнимэна Кевина Джонсона. Бой вышел скучный и односторонний. Более быстрый Руис без труда перебил во всех раундах оппонента после чего судьи выставили счёт: 99—91, 97—93 - дважды.
Покинул промоутера Боба Арума и перешел к влиятельному менеджеру Элу Хеймону который выкупил оставшийся срок контракта у Top Rank. Таким образом, получив возможность боксировать на каналах Showtime и Fox Sports.

### Бой с Александром Дмитренко
20 апреля 2019 года в Карсоне, штат Калифорния, США досрочно остановил именитого 36-летнего Александра Димитренко из Германии. Руис был значительно активнее на средней и ближней дистанции выбрасывая удары по всем этажам. Не смотря на солидное преимущество в антропометрии Димитренко пропускал более активного и быстрого Руиса на ближнюю и уже в с третьего раунда перешел в режим "выживания". После 5-го раунда Димитренко отказался от продолжения. RTD 5. Согласно статистике боя Руис нанес 68 точных ударов против 21 у Дмитренко, для которого этот бой стал вторым поражением подряд.Гонорар мексиканца за бой составил 200 тыс $,  Его оппоненту из Германии - 75.000 $ США.

### Чемпионский бой с Энтони Джошуа
В середине февраля 2019 года было официально объявлено о том что 1 июня Энтони Джошуа проведёт защиту своих титулов в бою против американца Джаррелла Миллера в Нью-Йорке, на знаменитой арене Мэдисон Сквер Гарден. В середине апреля 2019 года стало известно, что Джаррелл Миллер провалил несколько контрольных допинг-тестов подряд, и ему было отказано в выдаче боксёрской лицензии, из-за чего он перестал быть соперником против чемпиона мира Энтони Джошуа. Но команда Джошуа бой не отменила, а постаралась как можно скорее найти замену Миллеру.
Боксёром заменившим Миллера стал Энди Руис. Поединок проходил с переменным успехом. В третьем раунде Джошуа сумел отправить соперника в нокдаун, но в том же раунде Руис сумел реваншироваться и дважды отправил в нокдаун Джошуа. В седьмом раунде Руис ещё дважды отправил соперника на настил ринга после чего рефери остановил поединок.

### Реванш с Энтони Джошуа
Бой состоялся 7 декабря 2019 года в Эд-Диръии, Саудовская Аравия. Бой продлился все отведенные 12 раундов. Победителем со счётом 118—110, 119—109 и 118—110 был объявлен Энтони Джошуа, вернувший себе чемпионские титулы после сенсационного прошлогоднего поражения в Нью-Йорке.

### Бой с Крисом Арреолой
Бой состоялся 1 мая 2021 года. 31-летний Энди Руис встретился с трёхкратный претендентом на титул чемпиона мира 40-летним Крисом Арреолой. Для Руиса это было первое появление в ринге после поражения и потери чемпионских титулов в матче-реванше с Энтони Джошуа в декабре 2019 года и первым боем под руководством нового тренера Эдди Рейносо. Крис Арреола проиграл свой предыдущий бой польскому проспекту Адаму Ковнацкому в августе 2019 года, а его последний титульный бой датируется 2016 годом (с Уальдером), однако в бою с Ковнацким каждый из боксеров выбросил более тысячи ударов за 12 раундов боя. За сутки до боя состоялось взвешивание где Руис, возвращающийся на ринг после полуторалетнего перерыва, показал на весах 256 фунтов (116,2 кг) — на 12 кг меньше, чем в проигранном им матче-реванше с Энтони Джошуа в декабре 2019 года. Крис Арреола оказался в прекрасной форме, показав на взвешивании всего 228,6 фунтов (103,7 кг). Это минимальный вес Арреолы с момента начала его профессиональной карьеры в 2003 году.

#### Ход боя
Руис занял центр ринга. Арреола пытался поймать оппонента навстречу, но не поспевал за ним — в нескольких эпизодах Руис продемонстрировал, что учится защищаться движениями головы, как это делает Канело Альварес. Во 2-м раунде Арреола сумел поймал Руиса правой через руку и отправил в нокдаун. За несколько секунд до гонга андердог вновь потряс фаворита. В начале третьего раунда Арреола снова хорошо попал, но Руис сумел выстоять. В дальнейшем Крис замедлился, и Руис забрал инициативу в основном за счет джеба и работы по корпусу. В 5-м раунде у экс-чемпиона прошло несколько фирменных молниеносных комбинаций (почти все заканчивались левым хуком), получалось проводить атаки и сразу же разрывать дистанцию. Руис часто атаковал корпус соперника, вынудил Арреолу перейти к более активным действиям. Также у Арреолы возникли проблемы с левой рукой, которую он травмировал нанося джеб. В итоге все судьи отдали победу Руису со счетом 118—109, 118—109, 117—110. После боя Арреола хоть и признал поражение, но жестко раскритиковал судейство в поединке. Compubox обнародовал статистику: Руис выбросил 626 ударов, точным оказался 161. Арреола пробивал 521 раз, при этом 109 ударов достигли цели. Крис нанес больше точных ударов во втором и третьем раунде, но в каждой следующей трехминутке Руис попадал чаще. На его счету 55 джебов и 106 силовых ударов, тогда как Арреола донес 34 джеба и 75 силовых ударов.

### Отборочный бой с Луисом Ортисом

#### Перед боем
Чтобы не быть в простое Руис начал переговоры о бое против звезды кикбоксинга Тайрона Спонга который в настоящее время выступает как профи-боксёр. Планировалось что бой покажет стриминговый сервис Triller. В последний раз Тайрон боксировал аж в конце лета 2019 года, то есть простой на момент боя против Руиса составлял почти три года. Руис не скрывал, что до конца года хочет получить бой с победителем встречи за пояс WBC между Тайсоном Фьюри и Диллианом Уайтом. Так же британский промоутер Эдди Хирн предлагал Premier Boxing Champions Эла Хэймона организовать бой Энди Руис - Дерек Чисора, но бой не удалось организовать.
В августе 2022 года Глава WBC Маурисио Сулейман сообщил, что организация присвоила статус отборочных двум предстоящим поединкам. Бою 4 сентября между Энди Руисом (#5) и Луисом Ортисом (#8) и бою 15 октября между Деонтеем Уайлдером (#1) и Робертом Хелениусом (#9). Боксёры показали следующий вес: Энди Руис — 121,9 кг / Луис Ортис — 111,2 кг. Официальные гонорары бойцов — 1 миллион USD для Руиса и 550 тыс. USD для Ортиса
Руису удалось трижды отправить Ортиса на пол. Два нокдауна во втором раунде (второй нокдаун был спорный. Энди правой попал в высокий блок кубинца и, сблизившись, уже левой придавил ветерана вниз)  и ещё раз в седьмом раунде, однако большая часть поединка проходила в тактической борьбе. Ортис работал джебом, а Руис сокращал дистанцию за счет быстрых атак, и некоторые из них были успешными и опасными, но так как темп боя был невысоким, Ортис смог сохранить силы на всю дистанцию и хорошо провел заключительный раунд. Судьи отдали победу Руису с минимальным преимуществом: 113—112 и 114—111 (дважды). Руис как победитель первого отборочного боя должен встретиться с победителем другого отборочного боя по версии WBC между Робертом Хелениусом и Деонтеем Уайлдером, который присутствовал на вечере бокса.

### Сорвавшийся бой с Деонтеем Уайлдером
В августе 2023 года стало известно, что WBC отменил отборочный бой между победителями полуфиналов Уайлдером и Руисом. Причиной послужило то, что команды поздно начали переговоры и после нескольких попыток не смогли договориться. Главная проблема — разногласие в финансах которые не смогли поделить Руис и Уальдер. Нежелание боя имело обоюдный характер, так как Руиса не устраивал гонорар, а Уальдер вел вялотекущие закулисные переговоры о супербое с Энтони Джошуа занимающий на тот момент 3-е место в рейтинге WBC.

### Бой с Джарреллом Миллером
4 августа 2024 года в Лос-Анджелесе (США) провел бой с американским боксёром Джарреллом Миллером. Поединок состоялся в андеркарде чемпионского боя между Теренсом Кроуфордом и Исраилом Мадримовым в первом среднем весе. Бой начался с давления от Руиса который шел вперед и был инициатором размена со своим огромным оппонентом. Миллер работал от джеба одиночными пытаясь удержать Руиса на дистанции. Руис хорошо провел начало боя попав мощной двойкой при выходе из клинча так, что у Миллера подкосились ноги. Второй и третий раунд так же остались за Руисом за счет точности и активности. Начиная с 4-го раунда Миллер перешел в наступление и начал забирать бой активностью. Руис не имел территориального преимущества и отходил под натиском более массивного и многоударного соперника который хоть и пропускал отдельные удары Энди Руиса, но сам доносил больше. К концовке боя оба замедлились, стало больше возни и клинча, но общая картина боя не поменялась. По итогам 12 раундов была зафиксирована неожиданная и спорная ничья решением большинства судей: 116—112 Миллер, 114—114 и 114—114. После боя выяснилось, что в 5-м раунде Руис получил перелом руки. CompuBox: Руис за весь бой выбросил 355 ударов, из которых точными были 113. Миллер выбросил 514 и 183 донес до цели. Джебом боксеры работали примерно одинаково - 38 на 30 в пользу Миллера, то по силовым Энди явно уступил -146 на 83. Гонорары боксеров: Руис  получил 900 тыс. USD, Миллера 450 тыс. USD.

## Список профессиональных поединков
В таблице перечислены результаты всех поединков боксёров.
В каждой строке указан результат поединка. Дополнительно номер поединка обозначен цветом, который обозначает итог поединка. Расшифровка обозначений и цветов представлена в нижеследующей таблице.
| Пример | Расшифровка                     |
| ------ | ------------------------------- |
|        | Победа                          |
|        | Ничья                           |
|        | Поражение                       |
|        | Планируемый поединок            |
|        | Поединок признан несостоявшимся |
| КО     | Нокаут                          |
| ТКО    | Технический нокаут              |
| PTS    | Решение судей (по очкам)        |
| UD     | Единогласное решение судей      |
| MD     | Решение большинства судей       |
| SD     | Раздельное решение судей        |
| RTD    | Отказ от продолжения боя        |
| DQ     | Дисквалификация                 |
| NC     | Поединок признан несостоявшимся |

| 37 поединков, 35 побед (22 нокаутом), 2 поражения. | 37 поединков, 35 побед (22 нокаутом), 2 поражения. | 37 поединков, 35 побед (22 нокаутом), 2 поражения. | 37 поединков, 35 побед (22 нокаутом), 2 поражения. | 37 поединков, 35 побед (22 нокаутом), 2 поражения.             | 37 поединков, 35 побед (22 нокаутом), 2 поражения. | 37 поединков, 35 побед (22 нокаутом), 2 поражения. |
| Бой                                                | Рекорд                                             | Дата боя                                           | Соперник                                           | Место проведения боя                                           | Результат                                          | Комментарии |
| -------------------------------------------------- | -------------------------------------------------- | -------------------------------------------------- | -------------------------------------------------- | -------------------------------------------------------------- | -------------------------------------------------- | --- |
| 38                                                 | 35-2-1                                             | 3 августа 2024                                     | Джаррелл Миллер (26-1-1)                           | BMO Stadium, Лос-Анджелес, Калифорния, США                     | MD 12                                              | Счет судей: 116-112; 114-114; 114-114 |
| 37                                                 | 35-2                                               | 4 сентября 2022                                    | Луис Ортис (33-2)                                  | Crypto.com-арена, Лос-Анджелес, Калифорния, США                | UD 12                                              | Ортис трижды в нокдауне, два раза во 2-м и один раз в 7-м раунде. Полуфинальный отборочный бой по версии WBC в тяжелом весе. Счёт судей: 113-112, 114-111 (дважды).                                                                                    |
| 36                                                 | 34-2                                               | 1 мая 2021                                         | Крис Арреола (38-6-1)                              | Дигнити Хелс Спортс Парк, Карсон, Калифорния, США              | UD 12                                              | Завоевал звание обязательного претендента на титул регулярного чемпиона мира по версии WBA в тяжёлом весе. Руис в нокдауне во 2 раунде. Счёт судей: 117-110, 118-109 (дважды).                                                                         |
| 35                                                 | 33-2                                               | 7 декабря 2019                                     | Энтони Джошуа (2) (22-1)                           | Diriyah Arena, Эр-Рияд, Саудовская Аравия                      | [[Энди Руис — Энтони Джошуа II\|UD]] 12            | Потерял титул чемпиона мира по версиям WBA Super, WBO, IBF и IBO (1-я защита Руиса) в тяжёлом весе. Счёт судей: 109-119, 110-118 (дважды). |
| 34                                                 | 33-1                                               | 1 июня 2019                                        | Энтони Джошуа (22-0)                               | Мэдисон-сквер-гарден, Манхэттен, Нью-Йорк, США                 | [[Энтони Джошуа — Энди Руис\|TKO 7]] (12), 1:27    | Завоевал титулы чемпиона мира по версиям WBA Super (4-я защита Джошуа), WBO (2-я защита Джошуа), IBF (7-я защита Джошуа) и IBO (4-я защита Джошуа) в тяжёлом весе. Руис в нокдауне в 3-м раунде. Джошуа дважды в нокдауне в 3-м раунде и дважды в 7-м. |
| 33                                                 | 32-1                                               | 20 апреля 2019                                     | Александр Димитренко (41-4)                        | Дигнити Хелс Спортс Парк, Карсон, Калифорния, США              | RTD 5 (10), 3:00                                   | |
| 32                                                 | 31-1                                               | 7 июля 2018                                        | Кевин Джонсон (32-9-1)                             | Save Mart Center, Фресно, Калифорния, США                      | UD 10                                              | Счёт судей: 97-93, 97-93, 99-91. |
| 31                                                 | 30-1                                               | 10 марта 2018                                      | Девин Варгас (20-4)                                | Дигнити Хелс Спортс Парк, Карсон, Калифорния, США              | KO 1 (8), 1:38                                     | |
| 30                                                 | 29-1                                               | 10 декабря 2016                                    | Джозеф Паркер (21-0)                               | Спарк Арена, Окленд, Новая Зеландия                            | MD 12                                              | Бой за вакантный титул чемпиона мира по версии WBO. Счёт судей: 113-115, 114-114, 113-115. |
| 29                                                 | 29-0                                               | 10 сентября 2016                                   | Франклин Лоуренс (21-2-2)                          | Tachi Palace Hotel & Casino, Lemoore, Лемор, Калифорния, США   | UD 10                                              | Счёт судей: 99-91, 99-91, 100-90. Защитил титул чемпиона NABF, 5-я защита. |
| 28                                                 | 28-0                                               | 16 июля 2016                                       | Джош Гормли (22-4)                                 | Масонский храм Детройта, Детройт, Мичиган, США                 | TKO 3 (10), 1:42                                   | |
| 27                                                 | 27-0                                               | 14 мая 2016                                        | Рэй Остин (29-6-4)                                 | Sportsmen's Lodge Студио-Сити, Калифорния, США                 | RTD 4 (8), 3:00                                    | Защитил титул чемпиона NABF, 4-я защита. Остин в нокдауне в раунде 1, из-за травмы руки не вышел на 5 раунд. |
| 26                                                 | 26-0                                               | 24 октября 2015                                    | Рафаэль Зумбано Лове (37-11-1)                     | CHI Health Center Omaha Омаха, Небраска, США                   | UD 8                                               | Счёт судей: 80-72, 80-72, 80-70. |
| 25                                                 | 25-0                                               | 26 сентября 2015                                   | Джоелл Годфри (17-14-1)                            | Tachi Palace, Лемор, Калифорния, США                           | UD 8                                               | Защитил титул чемпиона NABF, 3-я защита. Счёт судей: 80-72, 80-72, 80-72. |
| 24                                                 | 24-0                                               | 20 декабря 2014                                    | Сергей Ляхович (26-6)                              | Celebrity Theatre, Финикс, Аризона, США                        | UD 10                                              | Защитил титулы чемпиона WBO Inter-Continental 3-я защита, и NABF 2-я защита. Счёт судей: 98-92, 96-94, 99-91. |
| 23                                                 | 23-0                                               | 25 октября 2014                                    | Кенни Лемос (12-8-2)                               | Фресно, Калифорния, США                                        | TKO 1 (8), 2:18                                    | |
| 22                                                 | 22-0                                               | 17 мая 2014                                        | Мануэль Кесада (29-8)                              | Фресно, Калифорния, США                                        | TKO 2 (10), 2:00                                   | Защитил титулы WBO Inter-Continental. 2-я защита, и NABF 1-я защита. |
| 21                                                 | 21-0                                               | 24 ноября 2013                                     | Тор Хеймер (21-2)                                  | Cotai Arena, Макао, САР                                        | RTD 3 (10), 3:00                                   | Защитил титул WBO Inter-Continental 1-я защита. Завоевал вакантный титул NABF. |
| 20                                                 | 20-0                                               | 27 июля 2013                                       | Джо Хэнкс (21-0)                                   | Cotai Arena, Макао, САР                                        | TKO 4 (10), 1:41                                   | Выиграл вакантный титул WBO Inter-Continental. |
| 19                                                 | 19-0                                               | 8 июня 2013                                        | Карл Уэйн Дэвис (16-5)                             | The Joint, Парадайс (Невада) Лас-Вегас, США                    | TKO 1 (8), 0:35                                    | |
| 18                                                 | 18-0                                               | 16 марта 2013                                      | Мэтью Грир (15-9)                                  | Home Depot Center, Карсон, Лас-Вегас, США                      | KO 1 (8), 2:53                                     | Грир 3 раза в нокдауне в 1 раунде. |
| 17                                                 | 17-0                                               | 7 декабря 2012                                     | Элайджа МакКолл (11-1-1)                           | Texas Station, Норт-Лас-Вегас Невада, США                      | TKO 3 (8), 2:59                                    | |
| 16                                                 | 16-0                                               | 13 сентября 2012                                   | Мауренцо Смит (11-2-2)                             | The Joint, Парадайс (Невада) Лас-Вегас, США                    | KO 1 (8), 2:11                                     | |
| 15                                                 | 15-0                                               | 7 июля 2012                                        | Джонте Уиллис (8-3-1)                              | Home Depot Center, Карсон, Лас-Вегас, США                      | TKO 8 (8), 0:54                                    | Уиллис в нокдауне в 5 раунде. |
| 14                                                 | 14-0                                               | 23 марта 2012                                      | Омеро Фонсека (9-4-3)                              | Casino Del Sol, Тусон, Аризона, США                            | UD 8                                               | Счёт судей: 80-72, 80-72, 80-72. |
| 13                                                 | 13-0                                               | 17 декабря 2011                                    | Терон Джонсон (5-6)                                | WinStar World Casino, Такервилл Оклахома, США                  | UD 6                                               | Счёт судей: 60-53, 60-53, 60-53. Джонсон в нокдауне в 1 раунде. |
| 12                                                 | 12-0                                               | 17 сентября 2011                                   | Кен Фрэнк (6-3-1)                                  | BlueWater Resort & Casino, Паркер, Аризона, США                | TKO 2 (6), 1:53                                    | |
| 11                                                 | 11-0                                               | 15 июля 2011                                       | Вилли Блумфилд (9-6-1)                             | Texas Station, Норт-Лас-Вегас, Невада, США                     | TKO 4 (4), 2:04                                    | |
| 10                                                 | 10-0                                               | 23 апреля 2011                                     | Анхель Эррера (6-4-3)                              | WinStar World Casino, Такервилл, Оклахома, США                 | UD 6                                               | Счёт судей: 60-53, 60-54, 60-54. |
| 9                                                  | 9-0                                                | 26 февраля 2011                                    | Альваро Моралес (5-8-5)                            | Pearl Concert Theater, Парадайс, Невада, США                   | UD 6                                               | Счёт судей: 59-55, 59-55, 60-54. |
| 8                                                  | 8-0                                                | 5 февраля 2011                                     | Келси Арнолд (4-6-2)                               | Maywood Center, Мейвуд, Калифорния, США                        | KO 3 (6), 2:19                                     | |
| 7                                                  | 7-0                                                | 4 декабря 2010                                     | Франсиско Диас (2-4)                               | Хонда-центр, Анахайм, Калифорния, США                          | KO 2 (4), 1:08                                     | |
| 6                                                  | 6-0                                                | 20 ноября 2010                                     | Раймундо Лопес (2-2)                               | WinStar World Casino, Такервилл, Оклахома, США                 | UD 4                                               | Счёт судей: 40-36, 40-36, 40-35. |
| 5                                                  | 5-0                                                | 16 октября 2010                                    | Майлс Келли (1-6)                                  | Silverton, Лас-Вегас Энтерпрайз, США                           | TKO 1 (4), 1:06                                    | |
| 4                                                  | 4-0                                                | 12 марта 2010                                      | Люк Вон (0-1)                                      | Gaylord Texan Resort Hotel & Convention, Грейпвайн, Техас, США | KO 1 (4), 1:55                                     | |
| 3                                                  | 3-0                                                | 12 февраля 2010                                    | Хуан Луис Лопес Алькарас (0-3-1)                   | Gimnasio Municipal,, Мехикали, Мексика                         | UD 4                                               | |
| 2                                                  | 2-0                                                | 26 июня 2009                                       | Росс Брэнтли (1-10-1)                              | Plaza de toros Calafia, Мехикали, Мексика                      | TKO 1 (6), 1:37                                    | Брэнтли 3 раза в нокдауне. |
| 1                                                  | 1-0                                                | 28 марта 2009                                      | Мигель Рамирес (0-1)                               | Bullring by the Sea, Тихуана, Нижняя Калифорния Мексика        | TKO 1 (4), 0:34                                    | Дебют в профессиональном боксе. |
| Бой                                                | Рекорд                                             | Дата боя                                           | Соперник                                           | Место проведения боя                                           | Результат                                          | Комментарии |